# Синхронне плавання на Чемпіонаті Європи з водних видів спорту 2018 — змішаний дует, довільна програма
Змагання з синхронного плавання в довільній програмі змішаних дуетів на Чемпіонаті Європи з водних видів спорту 2018 відбулися 7 серпня.

## Результати[1]
| Місце | Країна    | Спортсмени                                |         |
| Місце | Країна    | Спортсмени                                | Очки    |
| ----- | --------- | ----------------------------------------- | ------- |
| 1     | Росія     | Майя Гарбанбердієва Олександр Мальцев     | 92.4000 |
| 2     | Італія    | Маніла Фламіні Джорджіо Манісіні          | 90.7333 |
| 3     | Іспанія   | Берта Феррерас По Рібес                   | 85.4333 |
| 4     | Греція    | Васілейос Гкортсілас Ніколета Папегеоргіу | 74.9333 |
| 5     | Туреччина | Гокчен Акгун Реззан Еда Тункау            | 72.2000 |